# Князєв Ігор Борисович
І́гор Бори́сович Кня́зєв (1 вересня 1959, Київ — 6 квітня 2000, Київ) — київський кримінальний авторитет на прізвисько «Князь».

## Життєпис
Народився 1 вересня 1959 року в Києві. Дитинство і юність провів в одному із старих районів столиці — Подолі, який відвіку славився кримінальними традиціями. З ранніх років Ігор Князєв захоплювався важкою атлетикою і боксом. У останньому навіть заслужив звання майстра спорту. Рано у Князева виявилися і кримінальні схильності. Ще в початку 80-х років він зробив першу «ходку» по 118-ій статті КК  , що в зоні не віталося. Проте якимсь чином у в'язниці Ігорю Князеву вдалося здобути чималий авторитет. Можливо, йому вдалося довести, що його підставили, так або інакше після повернення на свободу в кінці 80-х років у Князя були значні злодійські зв'язки практично у всіх регіонах України. Кажуть, що він навіть претендував на звання злодія в законі.
Ігор Князєв, що повернувся до Києва за часів розквіту первинного накопичення капіталу, відразу потрапив у «струмінь» і зайнявся в рідному Подільському районі рекетом. Сколотив власну бригаду і почав підминати під себе кооперативи і малі підприємства Подільського району. Саме «Князь» в травні 1989 року «підбив» майже всі київські угрупування повстати проти Бориса Савлохова.
Приблизно з того часу головним захопленням Ігоря Князева стало вживання важких наркотиків. Хоча він і їздив особисто на розбирання і сходняки, але реальне управління «господарською діяльністю» ОЗГ передав своїм наближеним. Правда, періодично, приблизно раз на півроку, Ігор Князєв лягав на стаціонарне лікування в наркологічний диспансер, де злізав з голки і поправляв здоров'я. Таким чином він час від часу приходив в норму і міг підтримувати свій імідж «крутого авторитета». У лютому 1991 року оперативники випадково затримали Князева за підозрою в угоні автомобіля. При ньому був виявлений пістолет «ТТ», правда, без патронів. Але справу з угоном машини вдалося зам'яти, і в квітні 1991 року Князь вийшов з СІЗО.
В період 1991 — 1993 років «князєвці» намагалися вийти і на міжнародні ринки. На той час бригади Князєва вже контролювали трасу Ужгород — Київ, де збирали свій митний збір з вантажівок, завантажених горілкою, консервами, взуттям або яким-небудь іншим товаром. Машини висліджували від українського кордону і зупиняли в затишному місці. Іноді «князєвці» діяли, переодягнувшись співробітниками ДАІ, особливо коли товар, що ввозився, був контрабандним. З Закарпаття і Львівщини люди Князя спробували перебратися до Польщі, Угорщини, Словаччини і Чехії і узяти там під контроль російський наркобізнес, угони автомобілів, проституцію і просто остарбайтерів. Проте закріпитися за кордоном ОЗГ Князя не вдалося. Після озброєних розбирань і смерті декількох «князєвців», Ігор Князєв по рекомендації оточення відкликає своїх людей з-за кордону.
Єдина справа, яка реально цікавила Князя з особистих міркувань, — торгівля наркотиками. На початку 1993 року він провів переговори з кримінальними лідерами Дніпропетровська і Полтави. Князь планував монополізувати збут наркотиків по всій Україні, але дніпропетровці не особливо бажали цього, оскільки і так традиційно контролювали майже всі потоки наркотиків. Амбітний Князь міг реально запропонувати їм хіба що допомогу в реалізації товару в Києві. Так «князєвський» наркокартель не відбувся. Чергове фіаско остаточно відвернуло його від справ, крім того, знову ненадовго загримів у СІЗО за зберігання зброї.
До середини 90-х років Князь практично відходить від справ, навколо нього групується в основному молодь, привернута гучним ім'ям Ігоря Князєва. Під його особистим контролем залишається не більше трьох десятків підприємств, але при цьому він продовжує тримати общак.
У 1994–95 роках сильніші бригади починають наїжджати на володіння «князєвських». Результатом стали розбирання біля кафе «Козаченьки» (там один «князєвець» був убитий) і недалеко від автосалону «Подолянка» (осколками гранати був поранений ще один братик Князева). На всі ці випади з боку ворожих угрупувань Князь адекватно так і не відповів.
До 1997 року Ігор Князєв все більше часу проводив у наркокублах і на одній з таких посиденьок у стані афекту застрелив товариша. У зв'язку з цим в 1997 році йому довелося близько трьох місяців знов посидіти в СІЗО, але вірну, здавалося б, справу знову вдалося зам'яти, що, як говорять, обійшлося братві в 200000 доларів. Мабуть, після цієї події Ігор Князєв вирішив відійти від кримінального світу і зробитися розсудливим, але зробити цього не встиг.

## Вбивство

Могила Князєва на Берківцях

Князева вбили 6 квітня 2000 року на сходах одного з корпусів 10-ї міської лікарні. В останній рік свого життя приохотився до героїну. Відмовитися від наркотиків він не міг, і щоб не зіпсувати здоров'я остаточно, в середньому раз у тиждень, відвідував лікаря. Клініка була єдиним місцем, куди Князєв приїжджав регулярно в один і той же час — близько половини 11-ї вечора.
Кілер, озброєний пістолетом-кулеметом Узі, та «група прикриття» приїхали наперед. Свою майбутню жертву стрілець в обличчя не знав, пізнати Князя повинні були ті, хто супроводжував вбивцю. Один з них і вказав на Князєва, коли він разом з охоронцем піднімався по сходах, що вели у будівлю лікарні. Кілер підійшов до них і відкрив вогонь. Охоронець був не озброєний, а тому виявився безсилим.

Співробітник кримінального розшуку розповідали: 
|  | "Коли ми приїхали туди, виявили близько 19 відстріляних гільз. Там же був затриманий його охоронець…" |

Похований на Берковецькому кладовищі в Києві.